# Joshua Kennedy
Joshua Blake "Josh" Kennedy (sinh ngày 20 tháng 8 năm 1982) là một cựu cầu thủ bóng đá Úc từng thi đấu ở vị trí tiền đạo. Kennedy được người hâm mộ đặt biệt danh là "Jesus" do sự tương đồng về ngoại hình giữa anh và Chúa Giêsu.

## Thống kê sự nghiệp
| Đội tuyển bóng đá Úc | Đội tuyển bóng đá Úc | Đội tuyển bóng đá Úc |
| Năm                  | Trận                 | Bàn                  |
| -------------------- | -------------------- | -------------------- |
| 2006                 | 3                    | 1                    |
| 2007                 | 1                    | 0                    |
| 2008                 | 6                    | 4                    |
| 2009                 | 7                    | 1                    |
| 2010                 | 6                    | 1                    |
| 2011                 | 7                    | 8                    |
| 2012                 | 0                    | 0                    |
| 2013                 | 5                    | 2                    |
| 2014                 | 1                    | 0                    |
| Tổng cộng            | 36                   | 17                   |

### Bàn thắng quốc tế
| #   | Ngày                 | Địa điểm                                                    | Đối thủ       | Bàn thắng | Kết quả | Giải đấu                 |
| --- | -------------------- | ----------------------------------------------------------- | ------------- | --------- | ------- | ------------------------ |
| 1.  | 7 tháng 6 năm 2006   | Donaustadion, Ulm, Đức                                      | Liechtenstein | 2–1       | 3–1     | Giao hữu                 |
| 2.  | 6 tháng 2 năm 2008   | Telstra Dome, Melbourne, Úc                                 | Qatar         | 1–0       | 3–0     | Vòng loại World Cup 2010 |
| 3.  | 19 tháng 8 năm 2008  | Loftus Road, Luân Đôn, Anh                                  | Nam Phi       | 2–1       | 2–2     | Giao hữu                 |
| 4.  | 6 tháng 9 năm 2008   | Sân vận động Philips, Eindhoven, Hà Lan                     | Hà Lan        | 2–1       | 2–1     | Giao hữu                 |
| 5.  | 15 tháng 10 năm 2008 | Sân vận động Suncorp, Brisbane, Úc                          | Qatar         | 4–0       | 4–0     | Vòng loại World Cup 2010 |
| 6.  | 1 tháng 4 năm 2009   | Sân vận động Australia, Sydney, Úc                          | Uzbekistan    | 1–0       | 2–0     | Vòng loại World Cup 2010 |
| 7.  | 1 tháng 6 năm 2010   | Sân vận động Ruimsig, Johannesburg, Cộng hòa Nam Phi        | Đan Mạch      | 1–0       | 1–0     | Giao hữu                 |
| 8.  | 5 tháng 6 năm 2011   | Adelaide Oval, Adelaide, Úc                                 | New Zealand   | 1–0       | 3–0     | Giao hữu                 |
| 9.  | 5 tháng 6 năm 2011   | Adelaide Oval, Adelaide, Úc                                 | New Zealand   | 2–0       | 3–0     | Giao hữu                 |
| 10. | 2 tháng 9 năm 2011   | Sân vận động Suncorp, Brisbane, Úc                          | Thái Lan      | 1–1       | 2–1     | Vòng loại World Cup 2014 |
| 11. | 6 tháng 9 năm 2011   | Sân vận động Hoàng tử Mohamed bin Fahd, Dammam, Ả Rập Xê Út | Ả Rập Xê Út   | 1–0       | 3–1     | Vòng loại World Cup 2014 |
| 12. | 6 tháng 9 năm 2011   | Sân vận động Hoàng tử Mohamed bin Fahd, Dammam, Ả Rập Xê Út | Ả Rập Xê Út   | 2–0       | 3–1     | Vòng loại World Cup 2014 |
| 13. | 7 tháng 10 năm 2011  | Sân vận động Canberra, Canberra, Úc                         | Malaysia      | 2–0       | 5–0     | Giao hữu                 |
| 14. | 7 tháng 10 năm 2011  | Sân vận động Canberra, Canberra, Úc                         | Malaysia      | 4–0       | 5–0     | Giao hữu                 |
| 15. | 11 tháng 10 năm 2011 | Sân vận động ANZ, Sydney, Úc                                | Oman          | 2–0       | 3–0     | Vòng loại World Cup 2014 |
| 16. | 18 tháng 6 năm 2013  | Sân vận động ANZ, Sydney, Úc                                | Iraq          | 1–0       | 1–0     | Vòng loại World Cup 2014 |
| 17. | 16 tháng 10 năm 2013 | Craven Cottage, Luân Đôn, Anh                               | Canada        | 1–0       | 3–0     | Giao hữu                 |